# Lipotriches sansibarica
Lipotriches sansibarica är en biart som först beskrevs av Embrik Strand 1912.  Lipotriches sansibarica ingår i släktet Lipotriches och familjen vägbin. Inga underarter finns listade i Catalogue of Life.